# Cedrob
Die Cedrob S.A. ist ein polnisches Unternehmen der Lebensmittelindustrie mit Sitz in Ciechanów. 2019 lag der Umsatz bei 4,2 Milliarden Złoty.
Die Cedrob-Gruppe ist der führende Hersteller von Geflügel und Vieh in Polen. Die Gruppe ist an der gesamten Produktionskette beteiligt: Elterntiere, Brütereien, Futtermühlen, Zuchtbetriebe, Schlachthöfe, Geschäfte und einen Kraftstoffgroßhändler. Cedrob hat eine Kapazität von 150 Millionen Masthähnchen und 900.000 Gänsen pro Jahr. Zusätzlich brüten sie 160 Millionen Eier aus und produzieren 720.000 Tonnen Futter pro Jahr (Stand 2016).
Cedrob, eigentlich Geflügelspezialist, hält seit Ende 2015 ein 66 % Anteil Aktien an Gobarto (vormals PKM Duda), Polens größtem Schlachthaus für rotes Fleisch.
Marken für die Produkte sind unter anderem: Cedrob, Krakauerland, Gobarto und Duda.

## Unternehmensgruppe
Zur Grupa Cedrob gehören weiterhin:
- Gobarto S.A., Warschau
- Zakłady Mięsne Silesia S.A., Katowice / Sosnowiec
- CEDROB Handelskontor GmbH, Grünwald

## Aktivitäten in Deutschland
Die Cedrob Passau GmbH wurde 2006 als Hunter Wild GmbH (anderer Name: PKM Duda GmbH) gegründet und hatte 2020 einen Umsatz von 12,5 Millionen Euro. Das Unternehmen vertreibt polnisches Geflügel von Cedrob und Wildbret von Gobarto.
Die Cedrob Handelskontor GmbH (Grünwald) wurde 2005 als CEDROB Vertriebs- und Handelsgesellschaft mbH (Wennigsen) gegründet.